# Meseta de Ijen
Meseta de Ijen es una región de tierras altas al sudeste de la ciudad de Bondowoso en la provincia de Java Oriental, en el país asiático de Indonesia. Incluye toda el área del volcán Ijen, del que toma su nombre, y los volcanes Raung (3.332 m), Suket (2950 m) y el Merapi (2.800 m), que no debe ser confundido con el Merapi de Java Central, y varios picos más pequeños.
Esta es un área rural, donde las plantaciones de café y cultivos de hortalizas se alternan con los bosques de montaña. Hay algunas aldeas dispersas. La meseta es parte de la reserva de Ijen-Merapi-Maelang.
El punto más destacable de la meseta es el lago de cráter de Kawah Ijen. 